# Conclave de 1591
Le conclave de septembre 1591 se déroule à Rome, du 27 au 29 octobre 1591, juste après la mort du pape Grégoire XIV et aboutit à l'élection du cardinal Giovanni Antonio Facchinetti qui devient le pape Innocent IX.